# Llista d'asteroides/115201–115300
| Nom          | Designació provisional | Data de descobriment | Lloc de descobriment | Descobridor/s                        |
| ------------ | ---------------------- | -------------------- | -------------------- | ------------------------------------ |
| 115201 -     | 2003 SM111             | 19 de setembre, 2003 | Palomar              | NEAT                                 |
| 115202 -     | 2003 ST111             | 18 de setembre, 2003 | Socorro              | LINEAR                               |
| 115203 -     | 2003 SJ116             | 16 de setembre, 2003 | Socorro              | LINEAR                               |
| 115204 -     | 2003 SV116             | 16 de setembre, 2003 | Palomar              | NEAT                                 |
| 115205 -     | 2003 SZ117             | 16 de setembre, 2003 | Palomar              | NEAT                                 |
| 115206 -     | 2003 SD118             | 16 de setembre, 2003 | Palomar              | NEAT                                 |
| 115207 -     | 2003 SJ119             | 17 de setembre, 2003 | Anderson Mesa        | LONEOS                               |
| 115208 -     | 2003 SM120             | 17 de setembre, 2003 | Kitt Peak            | Spacewatch                           |
| 115209 -     | 2003 SL124             | 18 de setembre, 2003 | Palomar              | NEAT                                 |
| 115210 -     | 2003 SY124             | 19 de setembre, 2003 | Mallorca             | Mallorca                             |
| 115211 -     | 2003 SS125             | 19 de setembre, 2003 | Socorro              | LINEAR                               |
| 115212 -     | 2003 SW125             | 19 de setembre, 2003 | Socorro              | LINEAR                               |
| 115213 -     | 2003 SR126             | 19 de setembre, 2003 | Haleakala            | NEAT                                 |
| 115214 -     | 2003 SH128             | 20 de setembre, 2003 | Socorro              | LINEAR                               |
| 115215 -     | 2003 SX128             | 20 de setembre, 2003 | Palomar              | NEAT                                 |
| 115216 -     | 2003 SZ129             | 20 de setembre, 2003 | Socorro              | LINEAR                               |
| 115217 -     | 2003 SP138             | 20 de setembre, 2003 | Palomar              | NEAT                                 |
| 115218 -     | 2003 SF140             | 19 de setembre, 2003 | Campo Imperatore     | CINEOS                               |
| 115219 -     | 2003 SJ140             | 19 de setembre, 2003 | Socorro              | LINEAR                               |
| 115220 -     | 2003 ST140             | 19 de setembre, 2003 | Palomar              | NEAT                                 |
| 115221 -     | 2003 SH141             | 19 de setembre, 2003 | Palomar              | NEAT                                 |
| 115222 -     | 2003 SK142             | 20 de setembre, 2003 | Palomar              | NEAT                                 |
| 115223 -     | 2003 SM142             | 20 de setembre, 2003 | Socorro              | LINEAR                               |
| 115224 -     | 2003 SR142             | 20 de setembre, 2003 | Socorro              | LINEAR                               |
| 115225 -     | 2003 SW142             | 20 de setembre, 2003 | Socorro              | LINEAR                               |
| 115226 -     | 2003 SA143             | 20 de setembre, 2003 | Socorro              | LINEAR                               |
| 115227 -     | 2003 SB143             | 20 de setembre, 2003 | Socorro              | LINEAR                               |
| 115228 -     | 2003 SL143             | 20 de setembre, 2003 | Palomar              | NEAT                                 |
| 115229 -     | 2003 SS143             | 21 de setembre, 2003 | Socorro              | LINEAR                               |
| 115230 -     | 2003 ST143             | 21 de setembre, 2003 | Socorro              | LINEAR                               |
| 115231 -     | 2003 SV143             | 21 de setembre, 2003 | Socorro              | LINEAR                               |
| 115232 -     | 2003 SE145             | 19 de setembre, 2003 | Palomar              | NEAT                                 |
| 115233 -     | 2003 SH145             | 20 de setembre, 2003 | Campo Imperatore     | CINEOS                               |
| 115234 -     | 2003 SV145             | 20 de setembre, 2003 | Palomar              | NEAT                                 |
| 115235 -     | 2003 SA146             | 20 de setembre, 2003 | Palomar              | NEAT                                 |
| 115236 -     | 2003 SS146             | 20 de setembre, 2003 | Palomar              | NEAT                                 |
| 115237 -     | 2003 SG147             | 20 de setembre, 2003 | Palomar              | NEAT                                 |
| 115238 -     | 2003 SQ147             | 21 de setembre, 2003 | Kitt Peak            | Spacewatch                           |
| 115239 -     | 2003 SS147             | 21 de setembre, 2003 | Kitt Peak            | Spacewatch                           |
| 115240 -     | 2003 SC148             | 16 de setembre, 2003 | Socorro              | LINEAR                               |
| 115241 -     | 2003 SZ149             | 17 de setembre, 2003 | Socorro              | LINEAR                               |
| 115242 -     | 2003 SX151             | 18 de setembre, 2003 | Kitt Peak            | Spacewatch                           |
| 115243 -     | 2003 SC152             | 19 de setembre, 2003 | Anderson Mesa        | LONEOS                               |
| 115244 -     | 2003 SL152             | 19 de setembre, 2003 | Anderson Mesa        | LONEOS                               |
| 115245 -     | 2003 SO152             | 19 de setembre, 2003 | Anderson Mesa        | LONEOS                               |
| 115246 -     | 2003 SF153             | 19 de setembre, 2003 | Anderson Mesa        | LONEOS                               |
| 115247 -     | 2003 SS155             | 19 de setembre, 2003 | Anderson Mesa        | LONEOS                               |
| 115248 -     | 2003 ST155             | 19 de setembre, 2003 | Anderson Mesa        | LONEOS                               |
| 115249 -     | 2003 SE156             | 19 de setembre, 2003 | Anderson Mesa        | LONEOS                               |
| 115250 -     | 2003 SF156             | 19 de setembre, 2003 | Anderson Mesa        | LONEOS                               |
| 115251 -     | 2003 SS156             | 19 de setembre, 2003 | Anderson Mesa        | LONEOS                               |
| 115252 -     | 2003 SK157             | 19 de setembre, 2003 | Anderson Mesa        | LONEOS                               |
| 115253 -     | 2003 SN157             | 19 de setembre, 2003 | Anderson Mesa        | LONEOS                               |
| 115254 Fényi | 2003 SF158             | 22 de setembre, 2003 | Piszkéstető          | Piszkéstető, K. Sárneczky, B. Sipőcz |
| 115255 -     | 2003 SU160             | 16 de setembre, 2003 | Kitt Peak            | Spacewatch                           |
| 115256 -     | 2003 SJ162             | 19 de setembre, 2003 | Socorro              | LINEAR                               |
| 115257 -     | 2003 SO163             | 19 de setembre, 2003 | Kitt Peak            | Spacewatch                           |
| 115258 -     | 2003 SD164             | 20 de setembre, 2003 | Anderson Mesa        | LONEOS                               |
| 115259 -     | 2003 SK164             | 20 de setembre, 2003 | Anderson Mesa        | LONEOS                               |
| 115260 -     | 2003 ST167             | 22 de setembre, 2003 | Haleakala            | NEAT                                 |
| 115261 -     | 2003 SE169             | 23 de setembre, 2003 | Haleakala            | NEAT                                 |
| 115262 -     | 2003 SB172             | 18 de setembre, 2003 | Socorro              | LINEAR                               |
| 115263 -     | 2003 SN172             | 18 de setembre, 2003 | Socorro              | LINEAR                               |
| 115264 -     | 2003 SW172             | 18 de setembre, 2003 | Socorro              | LINEAR                               |
| 115265 -     | 2003 SC173             | 18 de setembre, 2003 | Socorro              | LINEAR                               |
| 115266 -     | 2003 SG173             | 18 de setembre, 2003 | Socorro              | LINEAR                               |
| 115267 -     | 2003 SE174             | 18 de setembre, 2003 | Palomar              | NEAT                                 |
| 115268 -     | 2003 SG177             | 18 de setembre, 2003 | Palomar              | NEAT                                 |
| 115269 -     | 2003 SP177             | 18 de setembre, 2003 | Palomar              | NEAT                                 |
| 115270 -     | 2003 SR179             | 19 de setembre, 2003 | Socorro              | LINEAR                               |
| 115271 -     | 2003 SL180             | 19 de setembre, 2003 | Kitt Peak            | Spacewatch                           |
| 115272 -     | 2003 SU181             | 20 de setembre, 2003 | Anderson Mesa        | LONEOS                               |
| 115273 -     | 2003 SA182             | 20 de setembre, 2003 | Socorro              | LINEAR                               |
| 115274 -     | 2003 SB182             | 20 de setembre, 2003 | Socorro              | LINEAR                               |
| 115275 -     | 2003 SY182             | 21 de setembre, 2003 | Pla D'Arguines       | Pla D'Arguines                       |
| 115276 -     | 2003 SY183             | 21 de setembre, 2003 | Kitt Peak            | Spacewatch                           |
| 115277 -     | 2003 SS185             | 22 de setembre, 2003 | Anderson Mesa        | LONEOS                               |
| 115278 -     | 2003 SN186             | 22 de setembre, 2003 | Anderson Mesa        | LONEOS                               |
| 115279 -     | 2003 SL188             | 22 de setembre, 2003 | Anderson Mesa        | LONEOS                               |
| 115280 -     | 2003 SM188             | 22 de setembre, 2003 | Anderson Mesa        | LONEOS                               |
| 115281 -     | 2003 SK189             | 22 de setembre, 2003 | Palomar              | NEAT                                 |
| 115282 -     | 2003 SD190             | 24 de setembre, 2003 | Palomar              | NEAT                                 |
| 115283 -     | 2003 SV190             | 17 de setembre, 2003 | Kitt Peak            | Spacewatch                           |
| 115284 -     | 2003 SO192             | 20 de setembre, 2003 | Socorro              | LINEAR                               |
| 115285 -     | 2003 SB194             | 20 de setembre, 2003 | Haleakala            | NEAT                                 |
| 115286 -     | 2003 ST194             | 20 de setembre, 2003 | Haleakala            | NEAT                                 |
| 115287 -     | 2003 SU194             | 20 de setembre, 2003 | Palomar              | NEAT                                 |
| 115288 -     | 2003 SS195             | 20 de setembre, 2003 | Kitt Peak            | Spacewatch                           |
| 115289 -     | 2003 ST195             | 20 de setembre, 2003 | Kitt Peak            | Spacewatch                           |
| 115290 -     | 2003 SJ197             | 21 de setembre, 2003 | Anderson Mesa        | LONEOS                               |
| 115291 -     | 2003 SA198             | 21 de setembre, 2003 | Anderson Mesa        | LONEOS                               |
| 115292 -     | 2003 SM198             | 21 de setembre, 2003 | Anderson Mesa        | LONEOS                               |
| 115293 -     | 2003 SV198             | 21 de setembre, 2003 | Anderson Mesa        | LONEOS                               |
| 115294 -     | 2003 SB199             | 21 de setembre, 2003 | Anderson Mesa        | LONEOS                               |
| 115295 -     | 2003 SB200             | 21 de setembre, 2003 | Anderson Mesa        | LONEOS                               |
| 115296 -     | 2003 SK200             | 25 de setembre, 2003 | Palomar              | NEAT                                 |
| 115297 -     | 2003 SQ200             | 24 de setembre, 2003 | Socorro              | LINEAR                               |
| 115298 -     | 2003 SS203             | 22 de setembre, 2003 | Palomar              | NEAT                                 |
| 115299 -     | 2003 SM204             | 22 de setembre, 2003 | Socorro              | LINEAR                               |
| 115300 -     | 2003 SW204             | 22 de setembre, 2003 | Socorro              | LINEAR                               |